# Дворец культуры имени Горбунова
Дворе́ц культу́ры и́мени Горбуно́ва (ДК Горбунова, «Горбушка») — здание дома культуры в Москве, названо в честь директора московского авиационного завода № 22 Сергея Горбунова. ДК построен в 1929—1938 годах по проекту архитектора Якова Корнфельда. По состоянию на 2019-й в нём располагается Институт современного искусства и проводятся концерты.

## История
Изначально дом культуры назывался Дворцом Киевского района Москвы и создавался как часть инфраструктуры авиазавода № 22. Здание в стиле конструктивизм строилось по проекту архитектора Якова Корнфельда с 1929 по 1938 год. Это была одна из первых крупных районных построек в Москве. С 1933-го дворец был назван в честь Сергея Горбунова — директора завода.
В 1940—1970-е годы в здании находились киноконцертный, лекционный, спортивный и читальный залы, библиотека и помещения для различных кружков. В киноконцертном зале часто проходили спектакли московских театров — «Современника», Театра Вахтангова и других, а в лекционном регулярно выступали мастера художественного чтения. В одном из его помещений проходили съёмки эпизода фильма «Москва слезам не верит».
С 1986 по 1990 год в доме культуры по решению первого секретаря Московского городского комитета КПСС Виктора Гришина работала Московская рок-лаборатория, контролирующая концертную деятельность в столице — третья подобная организация в СССР после Ленинградского и Свердловского рок-клубов. В этот период здание получило широкую известность благодаря проходившим рок-концертам. С конца 1980-х годов на сцене ДК им Горбунова выступали и зарубежные исполнители. В числе наиболее ярких рок-звёзд, выступивших на его сцене, были: Jethro Tull, Нед Ротенберг, Einstürzende Neubauten, Диаманда Галас, «Наутилиус Помпилиус», «Крематорий», «ДДТ», Дэвид Бирн.
Осенью 1987 года был основан Московский клуб филофонистов «Рекорд», организованный издателем и предпринимателем Игорем Тонких и организатором концертов Александром Лариным. После создания сообщества при дворце культуры начал работать рынок пиратских аудио- и видеозаписей, получивший название «Горбушка». Его закрыли в 2001-м из-за выхода «антипиратского» закона, после чего рынок переехал в помещения завода «Рубин».
В 1995—1997 годах в ДК Горбунова проходил фестиваль «Учитесь плавать», а в декабре 1999-го в нём состоялся первый фестиваль «Нашествие». После ремонтных работ в 2006 году руководство Государственного космического научно-производственного центра имени Хруничева, в ведении которого находилось здание, приняло решение остановить в нём концертную деятельность. Аргументировали эту позицию быстрым износом зала и необходимостью перед событиями демонтировать кресла, а затем устанавливать их обратно.
В ремонт зала вложены значительные средства, это здание 30-х годов, и тот молодежный формат, в котором проходили большинство мероприятий FeeLee Management, убивал зал. К тому же 40 тыс. рублей за аренду на один вечер, прибыль в 1,5 млн рублей в год, которую приносили концерты, — это не разговор для такого зала.Глава департамента социального развития ГКНПЦ имени Хруничева Глеб Митинский
Однако концерты продолжали проходить до июня 2010 года, после чего здание закрыли на реконструкцию. В 2012-м в нём открыли Театр мюзикла Михаила Швыдкого, который через пять лет переехал в помещение бывшего кинотеатра «Россия» на Пушкинской площади. Концерты возобновились в апреле 2019 года в ДК Горбунова. Первым стало выступление группы «ДДТ».
Записи концертов в ДК Горбунова часто издаются музыкантами. Среди них:
- 1995 — «Чайф» — «Концерт» (27 января 1995 года)
- 1996 — Сектор Газа — концерт в ДК Горбунова 05.07.1996
- 1996 — Наутилус Помпилиус — «Акустика (Лучшие Песни)» концерт в ДК Горбунова
- 1997 — Монгол Шуудан — «Alive» — живое выступление группы в ДК. им. Горбунова в рамках фестиваля «Окно в Голландию»
- 1998 — Ария — «13 лет» (ДК Горбунова 31.10.1998)
- 1998 — Мумий Тролль — (ДК Горбунова 17/18.12.1998)
- 2000 — Zемфира (ДК Горбунова 23.12.2000)
- 2001 — Сплин, БИ-2 — «Fellini Tour» — запись первого концерта тура в ДК Горбунова 6.04.2001
- 2001 — Coil — «Live in Moscow» — запись концерта 15.09.2001
- 2001 — Чичерина — концерт-презентация альбома «Течение», 28 сентября 2001 года.
- 2003 — Тайм-Аут — «Мотологический Новый год. Нам 15½ лет» — концерт в ДК им. Горбунова, посвящённый 15,5-летию группы, 9 ноября 2002 года.
- 2004 — Крематорий — «Юбилейный» — концерт в ДК им. Горбунова, посвящённый 20-летию группы, 28 ноября 2003 года.
- 2004 — Тараканы! — «А мы уже рубим!» — концерт-презентация альбома «Улица Свободы», 29 ноября 2003 года.
- 2004 — DDT — «Город без окон. Вход» — запись концертов в ДК Горбунова 29—30.11.2001
- 2005 — Мельница — концерт-презентация альбома «Перевал», 27 марта 2005 года
- 2005 — Кипелов — «Реки Времён» (ДК Горбунова 18.11.05—19.11.2005)
- 2005 — Эпидемия — «Хроники Сумерек. Эльфийская Рукопись» (ДК Горбунова 2 декабря 2005)
- 2005 — Эпидемия — Хроники Сумерек, 10 лет. ДК Горбунова 02.12.2005
- 2006 — Catharsis — «Верни им небо» (ДК Горбунова 26.03.05)
- 2006 — Гражданская оборона — XX лет. ДК Горбунова 13.11.2004
- 2008 — Агата Кристи — 20 лет жизни live. ДК Горбунова, 20.02.2008
- 2008 — Линда — Sкор-Пионы live. ДК Горбунова 29.03.2008
- 2009 — Алиса — «Наш Ваш выбор» 29—30.05.2009
- 2010 — Эпидемия — «Дорога Домой» (ДК Горбунова 15.05.2010)
- 2010 — Кипелов — «Сделано в Москве» (ДК Горбунова 29.05.2010-30.05.2010)
- 2019 — ДДТ — Возвращение легендарной Горбушки (ДК Горбунова 12.04.2019)
- 2019 — Глеб Самойлоff & The Matrixx — День рождения группы и хиты Агата Кристи (ДК Горбунова 20.04.2019)
- 2019 — Фестиваль актуальной музыки «Рубильник» — Anacondaz, Noize MC, Заточка и Мэйти (ДК Горбунова 27.04.2019)
- 2019 — Легенда Fest: Питерский рок-десант — Шесть культовых рок-групп из Санкт-Петербурга в одном большом концерте (ДК Горбунова 25.05.2019)

С начала 2021 года Дворец культуры имени Горбунова перешел в оперативное управление к ГБУК г. Москвы «Москонцерт».

## Архитектура
Внешний облик здания соответствует стилю конструктивизм, однако внутренние интерьеры выполнены в стиле ар-деко. Строгие формы фасада сочетаются с обширным остеклением, сквозь которое в помещение проникает естественное освещение. Своими очертаниями здание напоминает крыло самолёта, что подчёркивает его принадлежность авиазаводу.
Два крыла дома культуры соединяются мостиками-переходами на уровне второго и третьего этажей. В правом крыле здания расположена театрально-зрелищная часть с объёмным зрительным залом. Высотой 13 метров с двумя ярусами балконов он вмещает до 1200 зрителей. Кассовый вестибюль вынесен вперёд и расположен в отдельном небольшом объёме со скруглёнными углами. На втором этаже находится фойе для отдыха перед спектаклем и малый зал, отделяющий театральную зону от клубной. Клубную секцию площадью 1200 м² по состоянию на 2019 год занимают Институт современного искусства и библиотека, ранее здесь размещались кружки и секции.